# آن مالهيرب جوسلين
آن مالهيربي جوسلين (ولدت آن مالهيرب في 16 ديسمبر 1968م) هي زوجة رافائيل كوريا، رئيس الإكوادور منذ يناير 2007م حتى مايو 2017م. ولدت في نامور، بلجيكا وهي ابنة بول مالهيرب وشانتال جوسلين. التقت بكوريا أثناء حضورهما دورات في جامعة لوفان (UCLouvain) في بلجيكا، حيث تزوجا في وقت لاحق وأثناء رئاسته لكوريا، أقاموا في الإكوادور.
و بعد انتهاء فترة رئاسته، انتقل الزوجان إلى بلجيكا.

## البيانات العامة
بعد تنصيب كوريا رئيسًا للإكوادور، اختارت مالهيربي العمل بعيدًا عن أعين الجمهور والتركيز بشكل كامل على واجباتها كأم وزوجة. فكان البيان العلني الوحيد ذو الطابع السياسي في خلال الأسابيع الأولى من ولاية الرئيس كوريا والذي تم الإدلاء به فيما يتعلق بالواجبات المتصورة للسيدة الأولى؛ وتزعمت آن حركة «نحن النساء جميعًا متساوون» مع إعطاء التطمأينة لجميع الأشخاص الذين يحملون الإيمان بالقيمة الجوهرية للذات كأفراد وليس لموقف أزواجهم. من المهم أيضًا التأكيد على أنها تلقت دعمًا ضئيل من زوجها في هذا القرار.
نالت مالهيربي تعاطفًا من الشعب الإكوادوري، الذي كان يعرف القليل جدًا عنها حتى ذلك الحين، فبعد بيانها عام في 31 يوليو 2007م، أشارت خلال مقابلة هاتفية مع EFE إلى حالة الطفلة الإكوادورية، أنجليكا لوجا كاجاماركا، التن تم احتجازها مع والدتها في بلجيكا لعدم حملهم لبطاقة هوية تحمل صورهم واحتُجزوهما في مركز للمهاجرين غير الشرعيين، حيث قالت السيدة الأولى إنها كانت تخجل مما فعلته بلادها لطفل يبلغ من العمر أحد عشر عامًا فقط. فبعد هذه المقابلة، عادت إلى روتينها اليومي بعيدًا عن أعين الجمهور.
في الواقع لم تتم الإشارة إلى مالهيرب أو تقديمها على أنها السيدة الأولى لإكوادور، بسبب المعتقدات الاشتراكية لكوريا الذي يعتقد أنه في «مجتمع اشتراكي متساوٍ لا ينبغي أن تكون هناك سيدة أولى لأن جميع المواطنين رجال ونساء متماثلون».
تم نقل واجبات السيدة الأولى إلى باتروناتو سان خوسيه، وهي الآن جزء من وزارة الإدماج الاجتماعي.